# 어촌

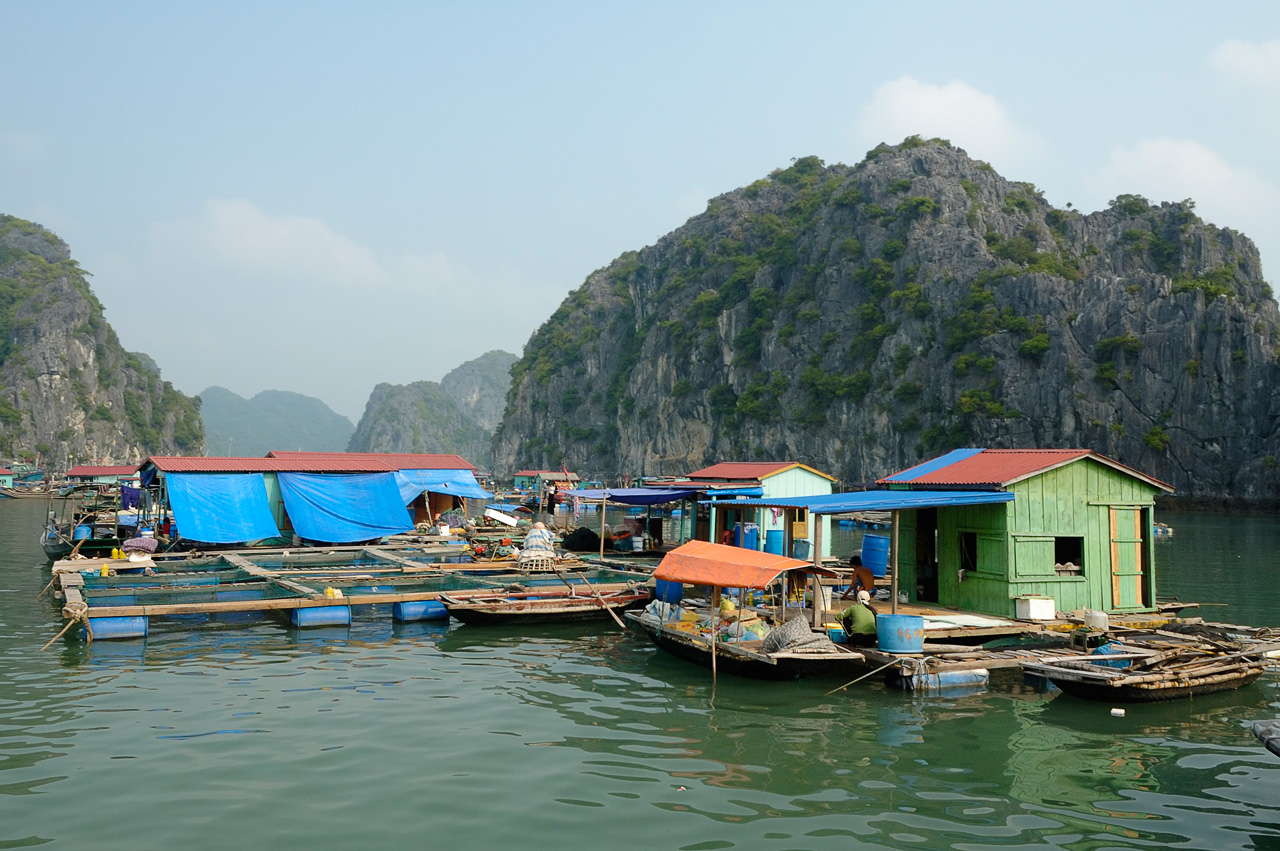
하롱베이

어촌(漁村)은 주민 대다수가 어업에 종사하는 마을이다. 대부분 해안에 위치한다.

## 한국의 어촌
한국의 어촌은 대부분 반농반어촌이며, 순수 어촌은 많지 않다.어촌은 바다를 사용하며 살아가고있다.
어업, 수산제조업, 양식업 등 수산업을 토대로 생활하는 임해촌인데 반농반어가 많다. 동해안은 전업(專業) 어민이 많고, 서해안과 남해안은 반농반어가 많은데, 남해안에는 양식, 수산제조업, 영세적 어민이 많다. 어촌은 어항을 중심으로 밀집촌을 이루는데, 수산협동조합, 제빙공장, 제조공장, 건조장 등이 있고, 상업적 기능도 있어서 도시적 경관을 이루는 곳도 많다.

## 미국의 어촌
미국은 동부, 서부 해안 지대에만 어촌이 존재한다.

## 일본의 어촌
일본은 4면이 바다이기 때문에 순수 어촌이 많이 분포한다.

## 같이 보기
- 영세어업